# Senchoa Gaon
Senchoa Gaon là một thị trấn thống kê (census town) của quận Jorhat thuộc bang Assam, Ấn Độ.

## Nhân khẩu
Theo điều tra dân số năm 2001 của Ấn Độ, Senchoa Gaon có dân số 7366 người. Phái nam chiếm 54% tổng số dân và phái nữ chiếm 46%. Senchoa Gaon có tỷ lệ 82% biết đọc biết viết, cao hơn tỷ lệ trung bình toàn quốc là 59,5%: tỷ lệ cho phái nam là 82%, và tỷ lệ cho phái nữ là 81%. Tại Senchoa Gaon, 10% dân số nhỏ hơn 6 tuổi.